# نیوزیوم
نیوزیوم یک موزهٔ هم‌کنشی (تعاملی) از خبر و روزنامه‌نگاری در واشینگتن است. این موزه، ویژه تاریخچه خبررسانی است و تحولات مربوط به این حرفه را به نمایش گذاشته است. بازدیدکنندگان در این موزه به صورت دوسویه از رویدادهای سرنوشت‌ساز و مهم رسانه‌گری در طول تاریخ آگاه می‌شوند.

## مکان
نیوزیوم درخیابان «پنسیلوانیا» میان کاخ سفید و بنای کنگره آمریکا، و در نزدیکی مجتمع موزه‌های «اسمیتسونیان» قرار گرفته است.
پیش از گشایش نیوزیوم، موزه کوچکتری در آرلینگتون ایالت ویرجینیا به همین نام وجود داشت. درهای موزه جدید که با هزینه‌ای برابر با ۴۵۰ میلیون دلار ساخته شد، در ۱۱ آوریل ۲۰۰۸ به روی همگان گشوده شد.

## در موزه
در نیوزیوم، قطعه‌هایی از دیوار برلین و یک برج دیدبانی بازسازی شده، بقایای آنتن آسیب‌دیده‌ای متعلق به یکی از دو برج مرکز تجارت جهانی نیویورک، و اشیاء دیگر به نمایش گذاشته شده‌اند.
در این موزه، همچنین بنای یادبودی برای بزرگداشت ۱٬۸۴۳ تن از خبرنگاران جهان که میان سال‌های ۱۸۳۷ و ۲۰۰۷ در حین کار خبررسانی کشته شده‌اند، اختصاص یافته است.

## دانستنی‌ها
- گروه‌های بزرگ رسانه‌ای ایالات متحده مانند آسوشیتد پرس، بلوم‌برگ، ان‌بی‌سی، یواس‌ای تودی، نیوز کورپوریشن یا تایم وارنر تأمین کنندگان اصلی هزینه‌های این موزه به شمار می‌روند.[۱]
- در نیوزیوم، نگارخانه‌هایی برای آزادی مطبوعات در همه جهان در نظر گرفته شده و روزنامه‌های جهان به طور روزانه در نیوزیوم عرضه می‌شوند.[۲]

## روزنامه‌های فارسی زبان
روزنامه شهرآرا (روزنامه مردم مشهد) به عنوان اولین روزنامه فارسی زبان نسخه‌های روزانهٔ خود را برای این سایت ارسال می‌نماید.http://shahraraonline.com http://shahrara.com
دیگر روزنامه فارسی زبان حاضر در این سایت روزنامه همشهری تهران می‌باشد. سه صفحه از روزنامه سه زبانه «توريسم» از مجموعه نشريات «خبر» در جايگاه تنها روزنامه مكتوب گردشگري جهان هر روز  در سايت موزه نيوزيوم به نمايش در مي آيد.